# Herbert "Murren" Carlsson
Knut Herbert "Murren" Carlsson (ibland även stavat Karlsson), född 8 september 1896 i Göteborg, död 21 oktober 1952 i Göteborg, var en svensk fotbollsspelare (anfallare) ansedd som en av svensk fotbolls största stjärnor under sent 1910- och tidigt 20-tal. "Murren" blev år 1922 också en av de första svenska spelarna som blev utlandsproffs.

## Karriär
Carlsson var uttagen till den svenska fotbollstruppen i OS i Antwerpen 1920 där laget blev oplacerat efter att ha vunnit 1 och förlorat 2 matcher. Han spelade i Sveriges alla tre matcher i turneringen och vann dessutom skytteligan på 7 gjorda mål, 5 av dem i 9-0-vinsten över Grekland.
Carlsson tillhörde IFK Göteborg under huvuddelen av sin klubbkarriär i Sverige och spelade där 136 matcher och gjorde 136 mål, varav 47 matcher och 42 mål var i seriematcher och SM. 1918 var han med och bärgade föreningens tredje SM-guld och gjorde två av målen i finalen mot Helsingborgs IF. Under åren 1918-22 spelade han sammanlagt 20 landskamper på vilka han gjorde 19 mål. Redan 1922 kunde man alltså summera hans landslagsstatistik.
I slutet av 1922 emigrerade "Murren" och klubbkamraten Erik Levin till USA. Carlsson fortsatte att spela fotboll borta i USA fram till 1932. Här kunde man göra sitt leverne på fotbollen, något som i Sverige vid tiden var en omöjlighet.

## Utanför planen
Efter proffstiden var "Murren" tillbaka i Sverige men hade nu gjort sitt på fotbollsplanen. År 1952 avled han, 56 år gammal, efter att under många år vistats på mentalsjukhus i Göteborg.

## Meriter

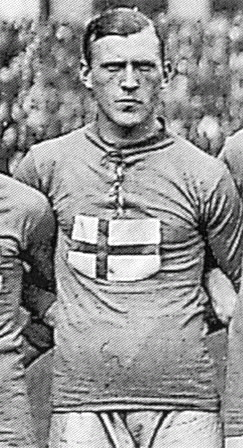
Carlsson vid en landskamp mot Nederländerna 1919

### I klubblag
IFK Göteborg
- Svensk mästare (1): 1918

 New York Nationals
- Ligacupen (1): 1927/28

 New York Giants
- Amerikansk mästare (1): 1931 (efter två finalmatcher spelade i januari 1932)

### I landslag
Sverige
- Uttagen till OS (1): 1920
- 20 landskamper, 19 mål

### Individuellt
- Skyttekung i OS 1920, 7 mål
- Årets skyttekung av landslagsfotboll världen över (2): 1919 (6 matcher, 8 mål), 1920 (5, 8)[7]
- Mottagare av Stora grabbars märke, 1926

### Webbsidor
- Herbert "Murren" Carlsson på Sveriges Olympiska Kommittés webbplats
- Profil på sports-reference.com
- Lista på landskamper, svenskfotboll.se, läst 2013 01 29
- "Olympic Football Tournament Antwerp 1920", fifa.com, läst 2013 01 30